# SN 2006fp
SN 2006fp – niepotwierdzona supernowa typu IIn? odkryta 17 września 2006 roku w galaktyce UGC 12182. W momencie odkrycia miała maksymalną jasność 17,70m.